# John Kendrew
Sir John Cowdery Kendrew (n. 24 martie 1917, Oxford, Anglia, Regatul Unit al Marii Britanii și Irlandei – d. 23 august 1997, Cambridge, Anglia, Regatul Unit) a fost un chimist britanic, laureat al Premiului Nobel pentru chimie (1962).